# Eukoenenia florenciae
Eukoenenia florenciae är en spindeldjursart som först beskrevs av Rucker 1903.  Eukoenenia florenciae ingår i släktet Eukoenenia och familjen Eukoeneniidae. Inga underarter finns listade i Catalogue of Life.